# Datsun
A Datsun egy 1983-ban megszűnt autómárka. "Datsun" cég tulajdonképpen sosem létezett, a nevet a DAT Motors és a Nissan Motors használta a termelésben. 1931-ben a DAT Motorcar Co. egy új modell, a már létező, nagyobb "DAT" kisebb testvére számára hozta létre, ez volt a "Datson". 1933-ban a Nissan vette át a DAT Motorcar Co.-t, a név Datsunra változott, mert a son a japán nyelvben veszteséget is jelent. A márkát már nem használják, de Japánban mindenki számára ismerős, a Nissan pedig egyik kisteherautója megjelöléséhez 2001-ben még hozzáadta ezt a nevet is. A Datsun a ma a Nissan Z-autóiként ismert sportkupéiról és a Fairlady roadsterekről volt a leghíresebb.

## Eredet

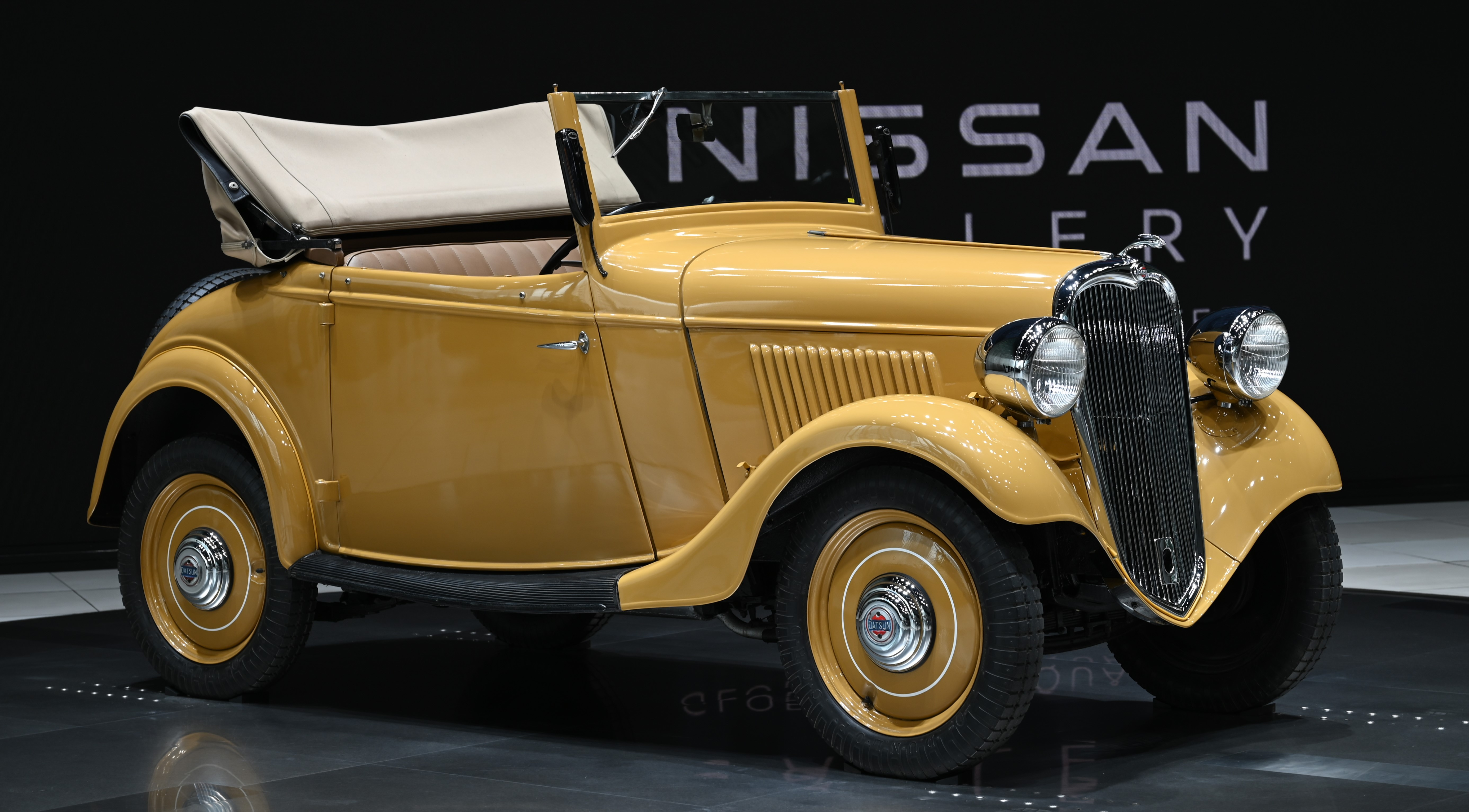

A Datsun márkanév keletkezését megelőzően 1914-től Tokió Azabu-Hiroo kerületében a Kwaishinsha autógyár már gyártott DAT néven autókat. A név a társaság tulajdonosainak vezetékneveiből jött létre: Kenjiro Den, Rokuro Aoyama, Meitaro Takeuchi. A cég kezdetben teherautókat gyártott, főleg katonai célokra. A hadsereg kereslete az 1920-as években viszont annyira visszaesett, hogy 1931-re a cég készen állt arra, hogy bevezesse az első kisautót. Innen kezdődik a márka története.

## Datsun az amerikai piacon
Kutatók szerint a Nissan azért használta a márkanevet az amerikai piacon, mert az amerikaiak az anyavállalat nevéről a cég második világháború alatti hadiipari tevékenységére asszociáltak. 
Van azonban egyszerűbb magyarázat is. 1932-től, tehát jóval a háború előtt a Nissan a japán piacon már bevezette a Datsun nevet. Az export kezdete idején, 1958-ban Nissan néven tulajdonképpen csak teherautók készültek. Csak az 1960-as évektől kezdtek személyautókat az anyacég nevén értékesíteni, akkor is csak drágább modelleket, például a Cedric luxuslimuzint.
1935. április 11-től, tehát kevéssel a személyautógyártás beindítása után a Yokohamában lévő gyár hadiipari megrendeléseket kezdett teljesíteni. 1939-re a Nissan tevékenységét áthelyezték az akkor japán megszállás alatt lévő Mandzsúriába. A háború után Oroszország megszerezte a cég kínai érdekeltségeit, az amerikai erők a yokohamai üzem több mint felét saját használatba vették. MacArthur tábornok Yoshisuke Ayukawát, a Nissan akkori elnökét háborús bűnösként 21 hónapra börtönbe záratta. 1951-ig sem vállalati, sem közhivatalt nem vállalhatott. 1947-től a Nissan visszatért a személyautógyártáshoz, 1949-től már az eredeti nevén (Nissan Motor Company Ltd.).
A második világháború során tinédzserként vagy huszonévesként szolgálatot teljesítő amerikaiak 1960-ra már igényt tarthattak egy kisebb, gazdaságos második autóra is. Yutaka Katayama, a Nissan amerikai részlegének korábbi vezetője 1939-ben elhagyta a hadigazdaságban szerepet vállaló kínai leánycéget. 1945-ben Mandzsúriába rendelték volna, de ő visszautasította ezt. Katayama személyautókat szeretett volna gyártani. A Nissan helyett a "tiszta" Datsun nevet akarta használni, de ez a vállalat vezetésével való konfrontációhoz vezetett. Már a visszavonulás határán volt, amikor 1958-ban a vezetésével a Datsun csapat megnyerte a Mobil olajcég által szervezett, Ausztráliát átszelő gazdaságossági versenyt. Ez az akkor nemzetközi presztízsét visszaszerezni kívánó Japánban országosan elismert emberré tette. 1960-tól 1965-ig észak-amerikai alelnök, majd 1975-ig elnök lett. Amíg részt vett a legfelsőbb vezetésben, a cég autóit Datsun néven forgalmazták.

## Átnevezés
1981 őszén jelentették be, hogy az amerikai piacra szánt autókat is Nissan néven forgalmazzák. Indok: így könnyebb globális marketingstratégiát kialakítani. Továbbá, ha a cég neve márkanévként is ismertté válik Amerikában, akkor könnyebb a Nissan részvényeit és kötvényeit bevezetni az Amerikai Egyesült Államok pénzpiacaira. Ezentúl zavarta a vezetőket, hogy miközben a Toyota és a Honda elterjedt nevek Amerikában, az ottaniak nem ismerik a Nissant.
A kampány 1982-től 1984-ig tartott és mintegy félmilliárd dollárba került. Ráadásul a márkák tévesztése miatt sok potenciális vásárló kerülte mind a Datsun, mind a Nissan autókat. Öt évvel az átnevezési kampány befejezése után még mindig a Datsun név volt ismertebb.

## Megjegyzés
The Datsuns néven létezik egy új-zélandi rock együttes.